# La Robla
La Robla – gmina w Hiszpanii, w prowincji León, w Kastylii i León, o powierzchni 85,22 km². W 2011 roku gmina liczyła 4610 mieszkańców.